# Jackson’s Gap
Jackson’s Gap – miasto w Stanach Zjednoczonych, w stanie Alabama, w hrabstwie Tallapoosa. W roku 2023 miasto zamieszkiwało 751 osób, a gęstość zaludnienia wynosiła 34,5 osoby/km².